# Niños de la guerra (España)
Se conoce como niños de la guerra al  contingente de niños y niñas de la Segunda República Española que fueron evacuados a otros países en el transcurso de la Guerra civil española. 
Entre los años 1937 y 1938, en plena guerra civil, salieron de España, con el objetivo de ponerlos a salvo de las hostilidades bélicas, más de 34.000 niños y niñas de familias republicanas a diferentes países europeos que les prestaron refugio. Estos fueron:
- Francia, donde llegaron unos 20.000 niños.
- Bélgica, que recibió a 5.000.
- Gran Bretaña, que recibió a 4.000.
- Unión Soviética, donde llegaron 2.895.
- Suiza, llegaron 800.
- México, recibió a 455.
- Dinamarca, acogió a 100.

En el caso de la Unión Soviética, la mayoría de los exiliados fueron de origen vasco, asturiano y cántabro, tenían entre 5 y 12 años y fueron acompañados de un pequeño grupo de educadores.  Aunque este estado solo acogió a  2.895 niños, los acontecimientos posteriores, en especial la Segunda Guerra Mundial denominada en la Unión Soviética como Gran Guerra Patria, y la postguerra con el surgimiento de la Guerra fría y el mantenimiento del régimen de Franco, visceralmente anticomunista, en España, así como la participación de muchos de ellos de forma relevante en la contienda contra Alemania, hicieron que su regreso se viera alterado y retrasado dando un especial significado a ese exilio forzoso.